# Франческо Синьорели
Франческо Синьорели (ок.1495–1553) е италиански ренесансов художник от 16-ти век. Той е племенник и артистичен наследник на чичо си Лука Синьорели. 
Не се знае много за живота на Синьорели освен чрез неговите произведения. Той е роден в Кортона около 1490 г. , вероятно около 1495 г. 
През целия си живот в и около Кортона  и в Умбрия.  Рисува предимно картини на религиозна тема за църковни поръчки. 
Франческо Синьорели умира в Кортона през 1553 г. 
Картината му Мадоната с младенеца е част от колекцията на Националния музей в Ливърпул. 

## Галерия
- Immacolata Concezione
- Allegoria dell'Immacolata Concezione
- Cristo e Santa Marta